# О’Нилл, Кристофер
Кристофер Пол О’Нилл (англ. Christopher Paul O'Neill; род. 27 июня 1974, Лондон, Великобритания) — американский и британский бизнесмен, супруг шведской принцессы Мадлен, дочери правящего короля Швеции Карла XVI Густава.

## Биография
Родился 27 июня 1974 года в Лондоне. Родители — Пол О’Нилл и Ева Мария (урожд. Уолтер). Для отца это был второй брак, для матери - третий.  
У него пять сестер: единоутробные сестры Татьяна д'Або (от первого брака матери) и  Наташа фон Абенсберг-Траун (от второго брака матери), единокровные сестры  Стефани, Аннализа и Карен (от первого брака отца).
Имеет двойное гражданство США и Великобритании.
Кристофер учился в школе-интернате при Институте Auf Dem Rosenberg в Санкт-Галлене, Швейцария до получения степени бакалавра в области международных отношений Бостонского yниверситетa. Кроме того, Кристофер имеет степень магистра в области делового администрирования Columbia Business School в Нью-Йорке.
Занимается разными видами спорта, такими как гольф, теннис, горные лыжи, а также интересуется музыкой и литературой.
Его отец умер в 2004 году. Мать, Ева-Мария О’Нилл, участвует в многочисленных благотворительных организациях, с особым акцентом на сохранение культурного Зальцбурга.

## Брак и дети
О помолвке Кристофера О’Нилла и шведской принцессы Мадлен, младшей дочери правящего короля Карла XVI Густава и королевы Сильвии было объявлено 25 октября 2012 года. Свадебная церемония состоялась 8 июня 2013 года в Стокгольме.
3 сентября 2013 года на официальном сайте королевского дома пара сообщила, что в марте 2014 года ожидает рождения ребенка. 20 февраля 2014 года в Нью-Йорке у супругов родилась дочь Леонор Лилиан Мария. 
19 декабря 2014 года стало известно, что принцесса Мадлен ожидает второго ребёнка, который должен родиться летом 2015 года. 15 июня 2015 года в 13:45 по стокгольмскому времени у супругов родился сын Николас. 
27 августа 2017 года было сообщено, что Кристофер и Мадлен ожидают третьего ребенка в марте 2018 года. 9 марта 2018 года в 0:41 по стокгольмскому времени у семейной четы родилась дочь Адриенна Жозефина Алиса, которой был пожалован титул герцогини Блекинге.